# Amerila curtisi
Amerila curtisi är en fjärilsart som beskrevs av Rothschild 1910. Amerila curtisi ingår i släktet Amerila och familjen björnspinnare. Inga underarter finns listade i Catalogue of Life.